# Berlin International Opera
Die Berlin International Opera (B.I.O.) wurde 2006 von einer internationalen Gruppe junger Sängerinnen und Sänger gegründet, die nach neuen Herausforderungen suchten. Starke Kürzungen der Berliner Kulturförderung führten damals zu weniger konventionellen Auftrittsmöglichkeiten. Die Operncompagnie setzte sich zum Ziel, Oper in ihrer ursprünglichen Form auf die Bühne zu bringen ("Oper pur"), "ohne die Barrieren und Hemmschwellen
des bürgerlichen Musikbetriebs, ohne Rituale und ohne großes Haus."
Die erste Produktion der Berlin International Opera war im März 2007 Mozarts Don Giovanni. Musiker aus sieben Nationen bildeten das damalige Ensemble – unter der Regie von Jean-Ronald LaFond und der musikalischen Leitung von Kanako Nakagawa (Hochschule für Musik Hanns Eisler).
September 2007 präsentierte die Berlin International Opera Le nozze di Figaro unter Regie von Anke Rauthmann im Grunewalder Löwenpalais und später im Saalbau Neukölln. Verdis Macbeth folgte in der Spielzeit 2007/08; inszeniert in der HomeBase Lounge am Potsdamer Platz. Dabei wurde die 360°-Panoramaprojektionsfläche des Clubs für Bildprojektionen genutzt.
2010 folgte in Kooperation mit Theater Thikwa Berlin Menottis  Kammeroper "The Medium" und Barbers Opernminiatur "A Hand of Bridge" (Regie: A. Rauthmann und J.R. La Fond), sowie die deutsche Erstaufführung von David Contes Weihnachtsoper "The Gift of the Magi"  am English Theatre Berlin (Regie: Anke Rauthmann, musikalische Leitung: Kanako Nakagawa, Bühne: Robert Pflanz, Film: Ahmet Golbol).